# Kloster Bergen (Neuburg)

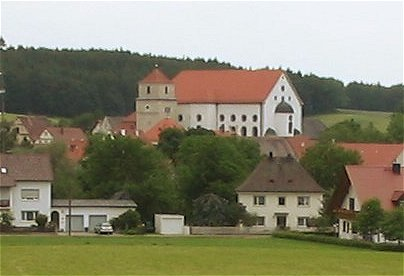
Heilig-Kreuz-Kirche

Das Kloster Bergen ist ein ehemaliges Kloster der Benediktinerinnen in Bergen bei Neuburg in Bayern im Bistum Eichstätt.

## Geschichte
Das Kloster wurde um 976 durch Biletrud (Wiltrudis), der Witwe des Herzogs Berthold von Bayern, gegründet. 995 erfolgte die Gründungsbestätigung für dieses Maria und Johannes Evangelist geweihte Benediktinerinnenkloster durch Papst Johannes XV. (wohl erst im 13. Jahrhundert änderte sich das Patrozinium in Hl. Kreuz). 1007 wurde das Kloster durch König Heinrich II. an das Bistum Bamberg übertragen. Nach einer Krise des Klosterlebens in Bergen gelang Mitte des 12. Jahrhunderts von Kloster Admont aus eine erfolgreiche Erneuerung. Um 1200 übernahmen die Wittelsbacher als Herzöge von Bayern die Vogtei über Kloster Bergen und gliederten es in ihr Territorium ein. Dem Landvogtamt Neuburg zugeordnet gehörte Bergen fortan mit diesem zunächst zu Oberbayern-München, dann 1392 zum Teilherzogtum  Ingolstadt und seit 1447 zu Niederbayern-Landshut. Ab 1505 wurde es schließlich Teil des neu gegründeten Wittelsbacher Fürstentums Pfalz-Neuburg.
Nach der Durchsetzung der Melker Reformideen auch in Bergen Mitte des 15. Jahrhunderts galt die Klosterordnung von Bergen als vorbildlich und wurde daher als Grundlage auch von anderen Klöstern wie Geisenfeld, Kühbach, Hohenwart und Holzen übernommen.
Einkünfte aus Grundbesitz und anderen Rechten bezog Kloster Bergen aus einigen Dutzend Orten, vor allem zwischen Donau und Altmühl. Zum Gründungsgut gehörte aber auch ein weiter entfernter Besitz um Hersbruck, der im 11. und 12. Jahrhundert sogar Sitz eines Teilkonventes war und der als Propstei Hersbruck schließlich 1529 veräußert wurde. Der gesamte Bergener Klosterbesitz wurde ab 1542 durch Ottheinrich von Pfalz-Neuburg im Zuge der Reformation eingezogen und von den fast 40 Nonnen verblieben nur wenige in Bergen als Aussterbekloster. Nach der Rekatholisierung des Fürstentums übergab Wolfgang Wilhelm von Pfalz-Neuburg das ehemalige Kloster 1635 an die Jesuiten von Neuburg. Diese brachen die Klostergebäude teilweise ab und verwendeten das Material für das Jesuitenseminar in Neuburg an der Donau.
An der Stelle der romanischen Hallenkirche aus dem 11. Jahrhundert wurde die Kirche 1755 nach Plänen des Eichstätter Baumeisters Giovanni Domenico Barbieri (1704–1764) im Stil des Rokoko neu erbaut. Das Deckengemälde der Heilig-Kreuz-Kirche ist das bedeutendste Werk des Augsburger Malers Johann Wolfgang Baumgartner (1712–1761).
Reste der ursprünglichen Kirche blieben in der Krypta erhalten, ebenso wie der Turm, der allerdings 1799 umgebaut wurde. Außer der ehemaligen Klosterkirche und dem Turm sind heute noch die alte Kaplanei aus dem Jahr 1431 und die einen Kilometer lange Naturstein-Klostermauer aus dem 14. Jahrhundert erhalten.

## Reihe der Äbtissinnen
Quelle: 
1. Biletrud/Pia; † 6.1. Die spätere Klostertradition meint, daß die Klostergründerin Biletrud gen. Pia erste Äbtissin von Bergen gewesen sei, die Urkunden sprechen mehr gegen als für diese Meinung.
2. Chriemheldis; † 16.3.
3. Berthildis; † 18.10.
4. Richinza; † 3.6.
5. Heilika; † 17.1.
6. Anna v. Schwumedach; † 30.4.
7. Rilindis/Reginlind 1156–1163; † 4. April 1169 Kloster Hohenburg/Odilienberg. Reformäbtissin, kommt aus Kloster Admont und geht 1163 nach Kloster Hohenburg/Odilienberg.
8. Bertrada; † 26. April 1181.
9. Adelheid
10. Hilteburgis; † 20.2.
11. Chunigundis; † 7.3.
12. Margaretha; † 8.3.
13. Chunigundis; † 23.10. Als Äbtissin bezeugt 1291.
14. Adelheid. Als Äbtissin am 27. Januar 1303 bezeugt.
15. Anna. Als Äbtissin am 21. März 1306 genannt.
16. Anna. Als Äbtissin am 13. Mai 1333 und noch am 12. März 1344 genannt. Wohl nicht identisch mit der unter [15] genannten Anna, da 1323 offenbar die Äbtissinstelle nicht besetzt war.
17. Adelheid Schenk v. Arberg. Als Äbtissin seit dem 25. Juni 1344 genannt; † 16. November 1386.
18. Margaretha v. Mur; † 30. März 1388
19. Anna v. Gailsheim; † 3. Februar 1430.
20. Elisabeth Steurer[in] aus Regensburg; † 23. Februar 1458.
21. Barbara Eckher[in] aus Nonnberg bzw. Augsburg; † 4. November 1472. Zweite Reformäbtissin. Begraben im Kreuzgang.
22. Margaretha Probst (Pröbstin). Gewählt am 11. November 1472; † 1. Februar 1498, begraben im Kreuzgang.
23. Euphemia v. Mur. Gewählt am 14. Februar 1498; † 15. Juli 1521, begraben im Kreuzgang.
24. Sabina Pirckheimer aus Nürnberg. Gewählt am 29. Juli 1521, bestätigt am 7. August 1521, geweiht am 11. Mai 1522; † 22. Dezember 1529, begraben im Kreuzgang
25. Euphemia Pirckheimer aus Nürnberg. Gewählt am 3. Januar 1530, bestätigt am 19. Januar 1530, geweiht am 21. August 1530. Äbtissin bis zur ersten Aufhebung des Klosters im Jahre 1544 und erneut Äbtissin von der Wiedererrichtung des Klosters im Jahre 1547 bis zum Tod am 15. November 1547. Begraben im Kreuzgang.
26. Catharina Haberrein(in) aus Berching. Gewählt am 6. Dezember 1547, bestätigt am 20. Dezember 1547, geweiht am 4. April 1548. Letzte Äbtissin bis zur endgültigen Aufhebung des Klosters im Jahre 1552. Gestorben am 27. März 1561 im Benediktinerinnenkloster Eichstätt-St. Walburg.

## Münster und Wallfahrtskirche Hl. Kreuz

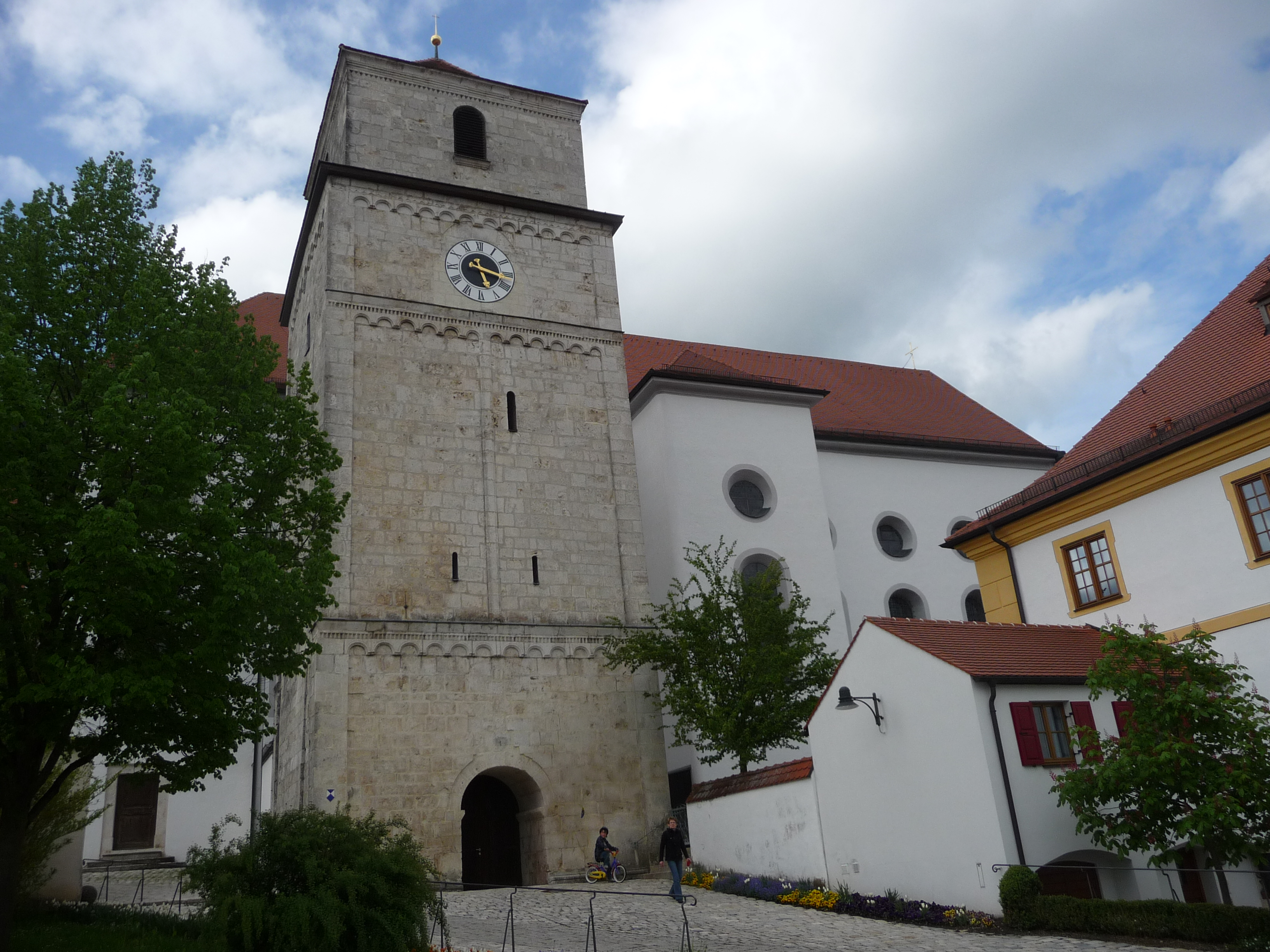
Die Wallfahrtskirche

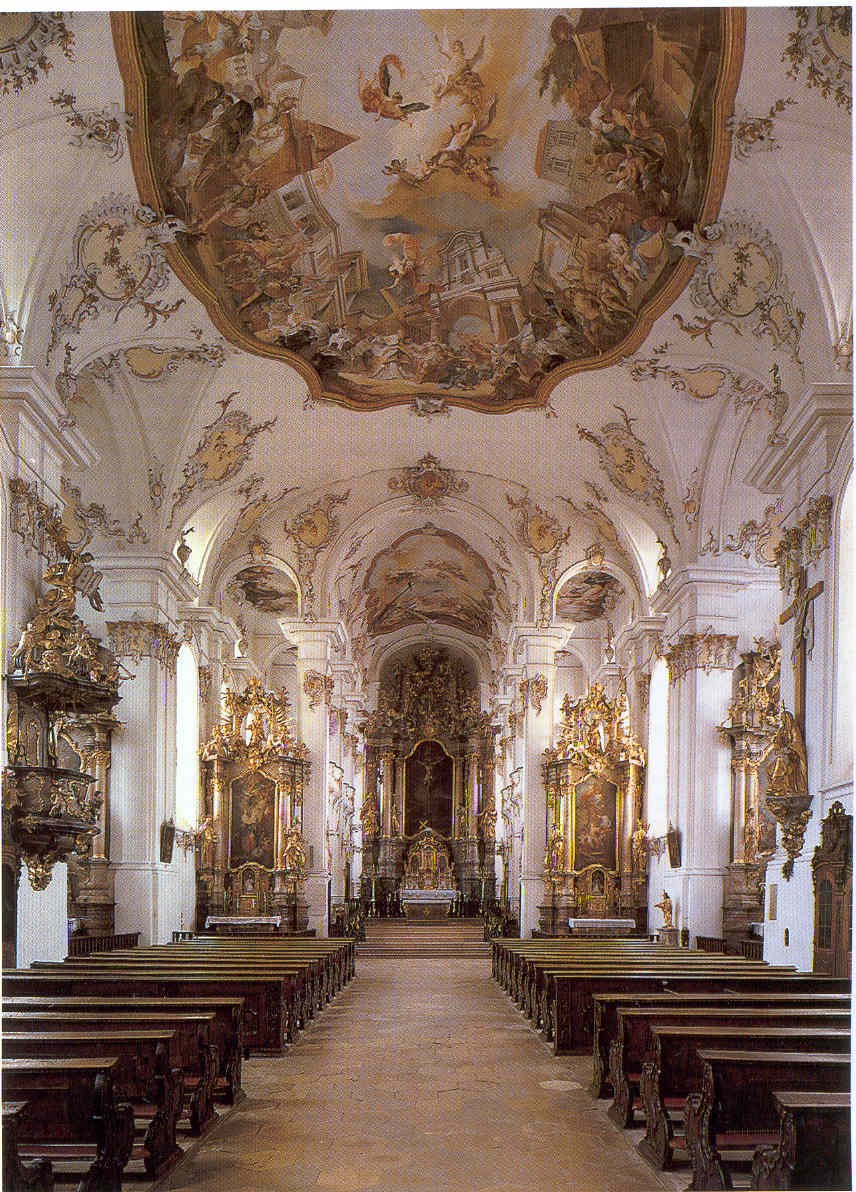
Das Kircheninnere

787 wurde die Kirche zum ersten Mal erwähnt. 1095 wurde ein Kirchenneubau von Bischof Ulrich I. von Eichstätt geweiht. Nachdem 1155 ein Brand große Teile der Kirche zerstörte, wurde sie 1190 durch Bischof Otto von Eichstätt nach Wiederherstellung geweiht. 1494 wurde die Pfarrei Bergen dem Kloster inkorporiert. Nach einer ersten Aufhebung 1542 wurde das Kloster 1552 durch Ottheinrich, Pfalzgraf von Neuburg, endgültig aufgehoben. Nach einer Rekatholisierung Bergens 1618 wurde die Kirche mit Teilen des Klostergutes 1635 an die Jesuiten von Neuburg übergeben. 1700 wurden die Kirche und die Krypta renoviert und um 7 Altäre erweitert. Zeitgleich erreichte die Wallfahrt zum Hl. Kreuz eine nicht erwartete Zunahme. Ein durchgreifender Umbau im Rokokostil erfolgte nach Plänen des Eichstätter Baumeisters Giovanni Domenico Barbieri in den Jahren 1755 bis 1758. Der Augsburger Maler Johann Wolfgang Baumgartner schuf in diesem Zug die Deckenfresken. Die Kirche wurde 1758 durch Fürstbischof Raimund Anton von Eichstätt geweiht. 1799 erfolgte ein Umbau des Turmes.
Um 1920 und dann erneut von 2001 bis 2003 wurde die Kirche renoviert. Am 14. September 2003 wurde sie feierlich durch Bischof Walter Mixa wiedereröffnet. 1976 feierte die Pfarrei „1000 Jahre Heiliges Kreuz von Bergen“. Im Jahr 2020 ließ das Bistum Eichstätt die ursprüngliche Bezeichnung der Kirche als Münster wieder aufleben.

### Romanische Krypta

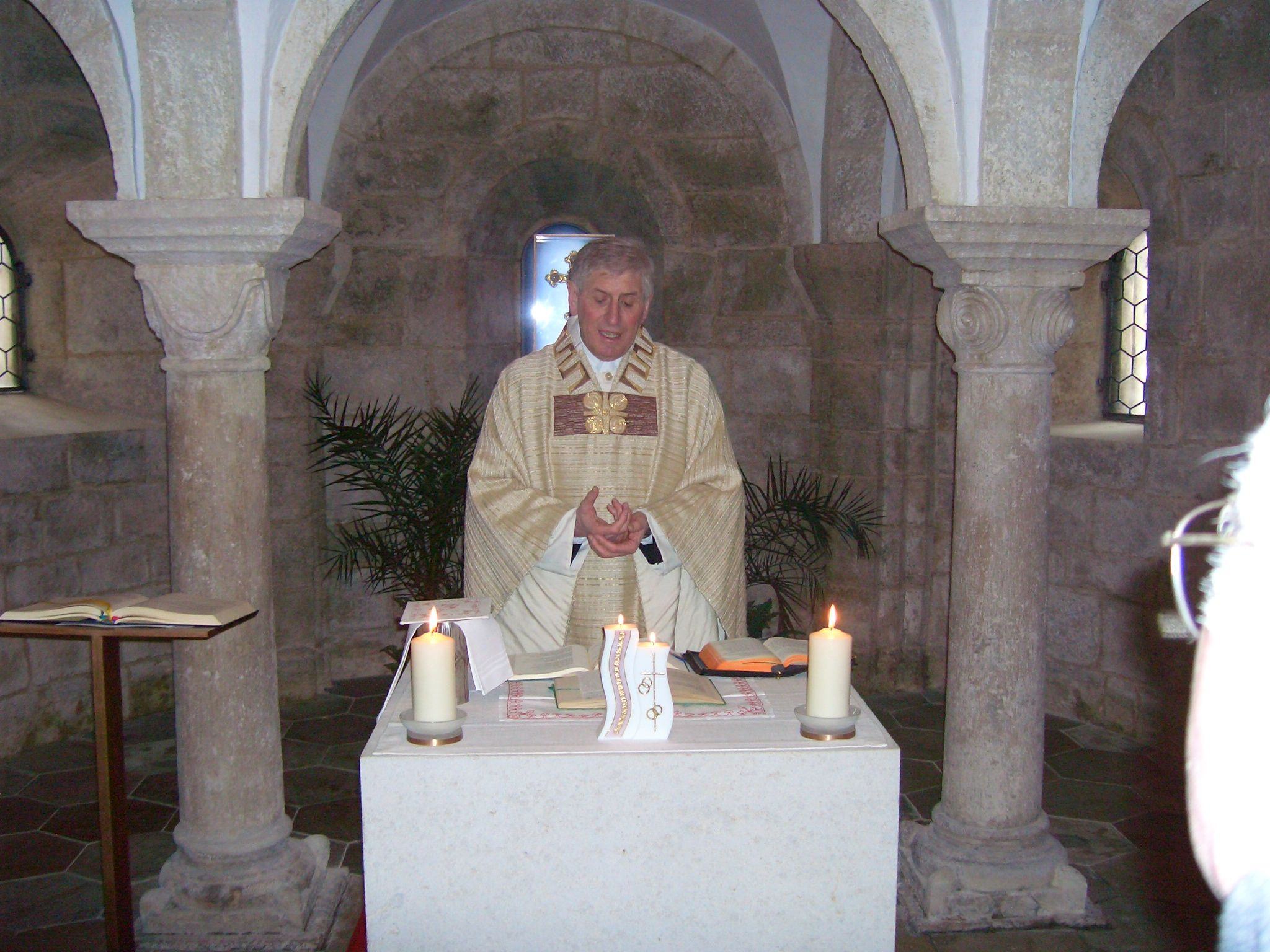
Der Volksaltar in der Krypta

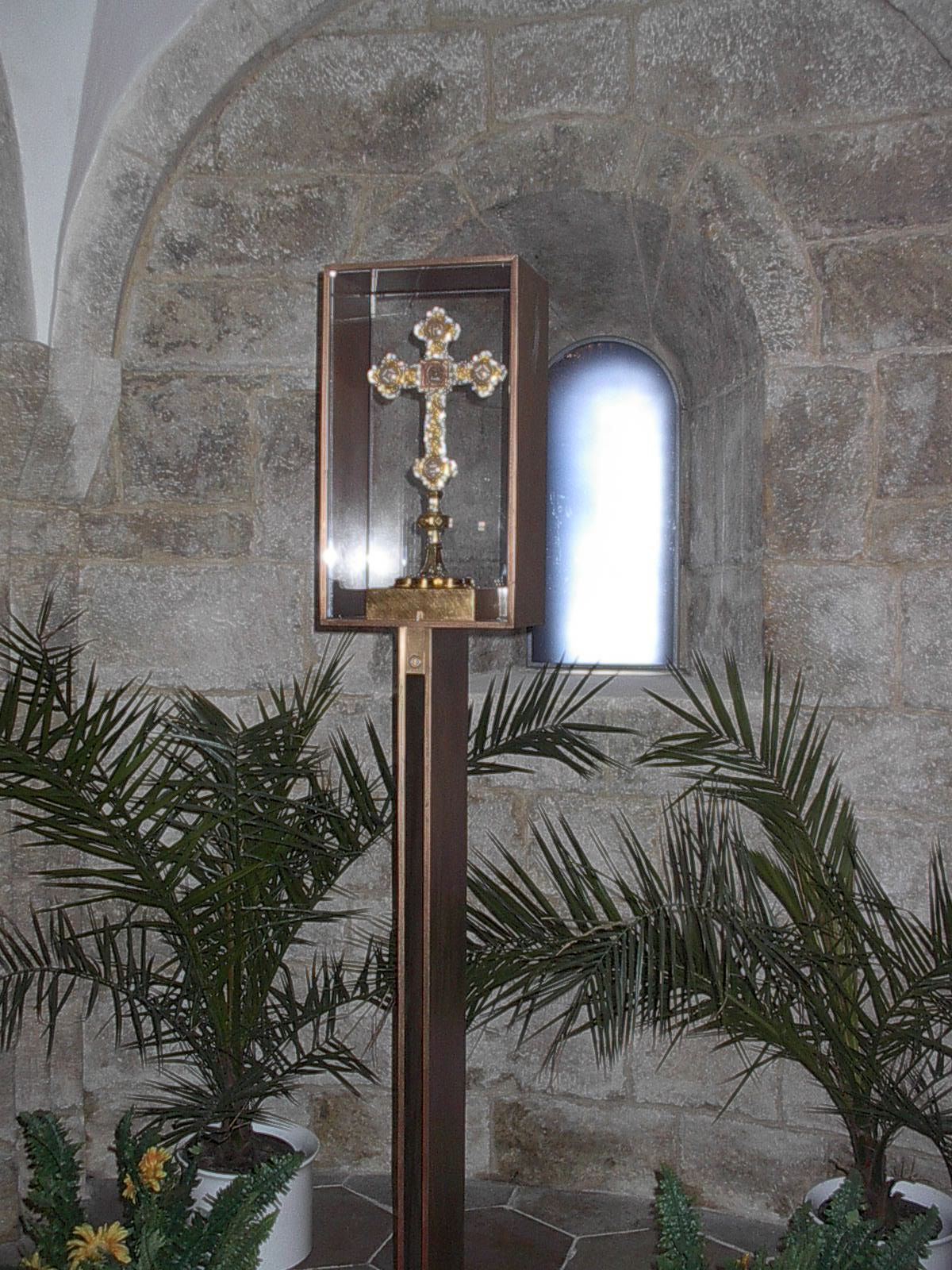
Stele mit dem Kreuzpartikel in der Krypta

Zwei Treppen führen vom Kircheninnern in die Unterkirche, die schon für sich allein ein Schmuckstück bedeutet. Die romanische Krypta ist eine dreischiffige Halle mit einem Kreuzgratgewölbe.
Im Jahre 1927 verfugten die Handwerker das romanische Mauerwerk total mit Zementmörtel. Dies war ein Fehler und die Mauer erlitt dadurch Schäden. Bei den Renovierungsarbeiten in den Jahren 2001/2003 durfte nur Kalkmörtel verwandt werden.
Die Unterkirche bekam durch die Renovierung den Charakter einer Gnadenkapelle. Die Altarräume wurden neu gestaltet. Ein Volksaltar, den der Eichstätter Künstler Rudolf Ackermann schuf, kam hinzu. Es ist ein schlichter großer Würfel aus Nussbaumholz. In einer Stele ist die Kreuzreliquie zu sehen.

### Ziehbrunnen

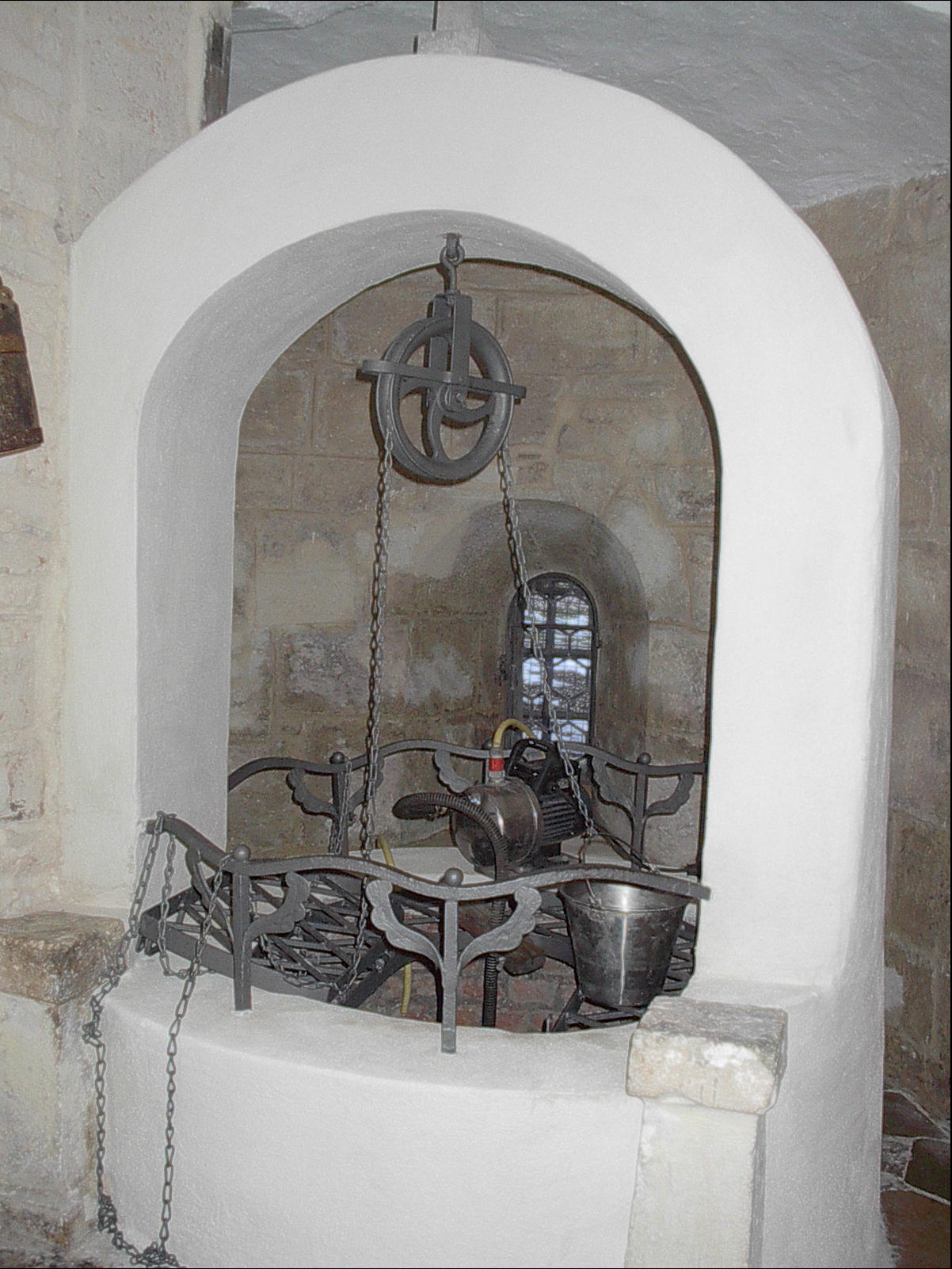
Ziehbrunnen in der Krypta Bergen

Im nördlichen Seitenraum der Krypta ist das wertvolle Stück ein Ziehbrunnen aus der romanischen Zeit. Als Ottheinrich 1542 die Reformation einführte und das Kloster aufhob, sollen die Nonnen den Kreuzpartikel in einem eichenen Holzblock verschlossen und in dem Wehrbrunnen, der eine Tiefe von 9 Metern besitzt, versenkt haben. Die Neuburger Jesuiten haben 1618 den Kreuzpartikel wieder ans Tageslicht gebracht und in einem Panzerschrank aufbewahrt. Der handgefertigte Tresor wurde tief in die Kirchenwand eingemauert.
Der Holzblock, aber auch der Ziehbrunnen spielten im Wallfahrtsbrauchtum eine besondere Rolle. Im Jahre 1846 war noch ein Stück des Holzblockes vorhanden. Die Wallfahrer haben inzwischen den größten Teil des Holzes abgeschnitten, denn es soll gegen Zahnweh geholfen haben. Augenleidende nahmen das Brunnenwasser und wuschen damit ihre Augen.

### Monstranz
Auch Kurfürst Karl Philipp von der Pfalz-Neuburg schätzte die Baringer Kirche. Er stiftete 1718 eine goldene Monstranz mit 772 Diamanten besetzt, um den Kreuzpartikel neben den Leidenspartikeln aufzubewahren. Der Kurfürst trug das Geschenk zu Fuß nach Bergen. Er beschenkte die Kirche aber auch noch mit einem silbernen Tabernakel, zwei Engeln aus Silber, sechs Leuchtern, einem Baldachin, sowie einem Herz aus Silber und einem Hochzeitskleid aus einem Goldstoff.
Die kostbare Monstranz ist der Säkularisation zum Opfer gefallen, sie wurde 1806 veräußert und brachte einen Erlös von dreitausend Gulden. Der eigentliche Wert wird aber auf zwanzigtausend Gulden beziffert.

### „Ochsenwunder“
Schon 1561 ist in einer Beschreibung der Klostergeschichte von Bergen das „Ochsenwunder“ erwähnt. Zwei Ochsen sollen ohne Treiber die Steine aus dem Steinbruch zum Bauplatz der Basilika transportiert haben. Als die Steine abgeladen waren trabten die Vierbeiner wieder zurück zum Steinbruch und ließen erneut ihr Fahrzeug mit Steinen beladen. Dies soll sich solange wiederholt haben, bis alle notwendigen Steine an Ort und Stelle waren.

### Wallfahrt
Um 1700 erreicht die Wallfahrt einen ungeahnten Aufschwung. Die Kinder mit ihren Leiden waren der Antrieb zur Wallfahrt. Eine Frau aus Egweil brachte ihre zwei kranken Kinder und bat um die Auflage des Kreuzpartikels. Eines der Kinder starb hernach, das andere wurde gesund. Die Kunde davon machte die Runde. Viele Kinderkrankheiten waren damals an der Tagesordnung. So schleppten die Angehörigen nun ihre kranken Sprösslinge nach Bergen und erhofften sich eine Heilung. Schon bald verzeichnete der Chronist im Mirakelbuch über zweihundert Kinder, die mit den verschiedensten Krankheiten gebracht wurden. Die Kunde vom wundertätigen Kreuz in Bergen machte sich sehr schnell breit.
1709 erlebte Bergen einen noch nie da gewesenen Wallfahreraufschwung, und auch verschiedene Heilungen. Ein Ziegler aus Rain wurde mit einem Wagen nach Bergen gebracht, er litt an Schlagfluss. Im Beisein vieler Wallfahrer ging er ohne menschliche Hilfe wieder aus der Kirche. Hilfesuchende kamen nun von Augsburg, Scheyern, Landshut, Bettbrunn bei Ingolstadt und Fünfstetten bei Wemding. Prozessionen aus Ingolstadt, Eichstätt und Neuburg kamen im Jahre 1710 nach Bergen. Auch Alexander Sigismund von der Pfalz, ein Sohn des Neuburger Fürsten Philipp Wilhelm, pilgerte in diesem Jahr nach Bergen. Im Jahre 1726 sind bereits 834 Mirakel verzeichnet.
Um 1726 hatte die Wallfahrt nicht mehr den guten Ruf und nahm wieder ab. Dem Wirt Ferdinand Anton Waibel gab man die Schuld. Ihm wurden 1719  verschiedene Räubereien und Einbrüche zur Last gelegt, und er wurde deshalb durch den Strang hingerichtet. Er soll aber auch einige Wallfahrer, die bei ihm übernachteten, ermordet und seinen Gästen Menschenfleisch zum Essen vorgesetzt haben. 1730 war der Wallfahrtsbesuch so gering, dass die angefallenen Opfergelder nicht mehr zum Unterhalt der Kirche ausreichten.

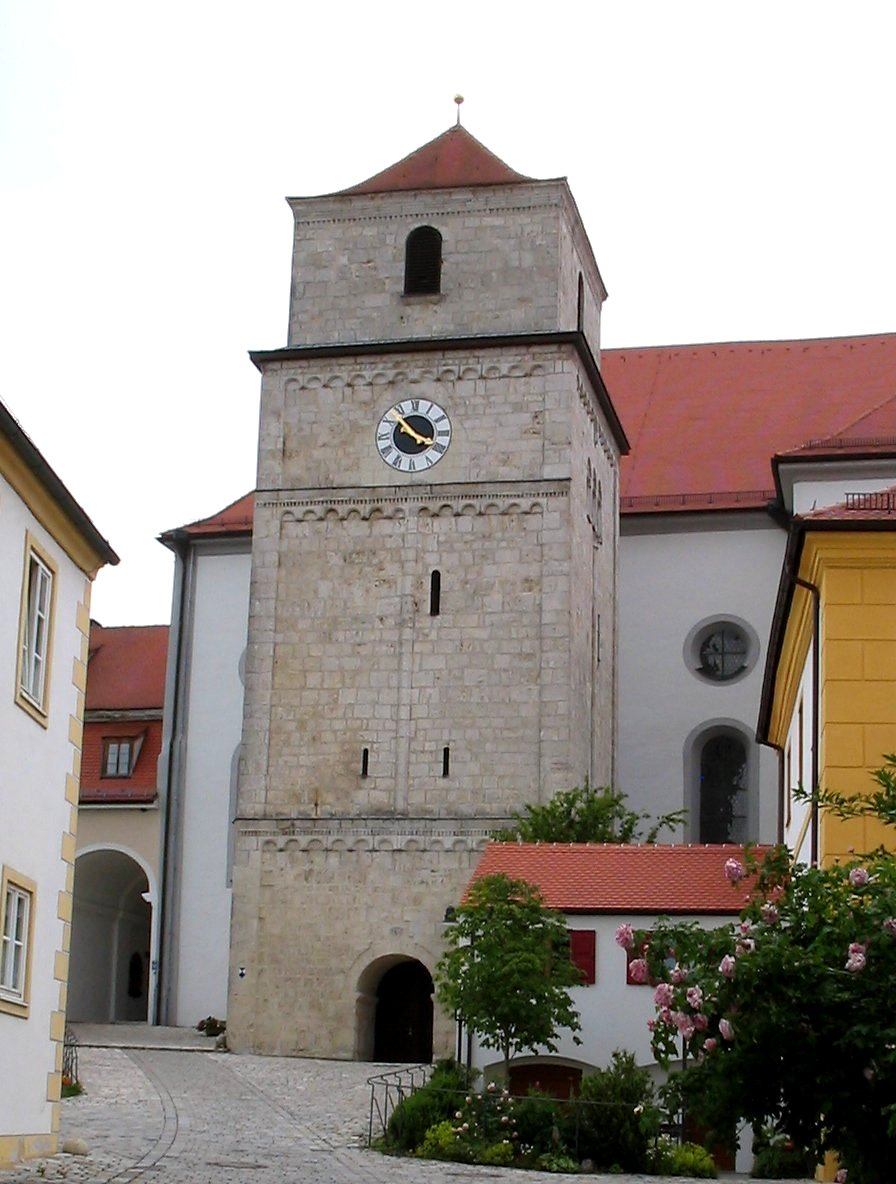
Turm der Heilig-Kreuz-Kirche
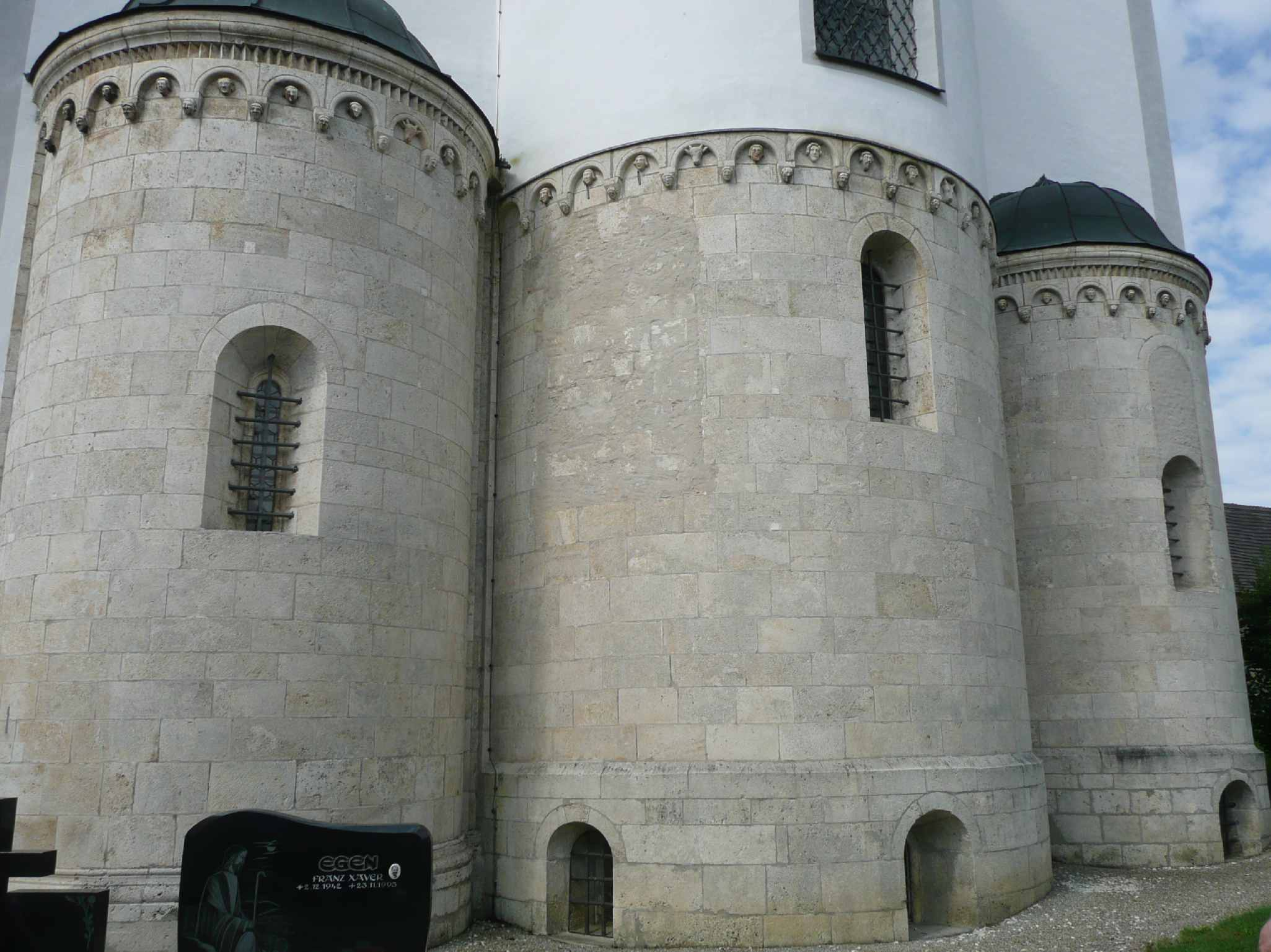
Romanische Apsiden der Klosterkirche
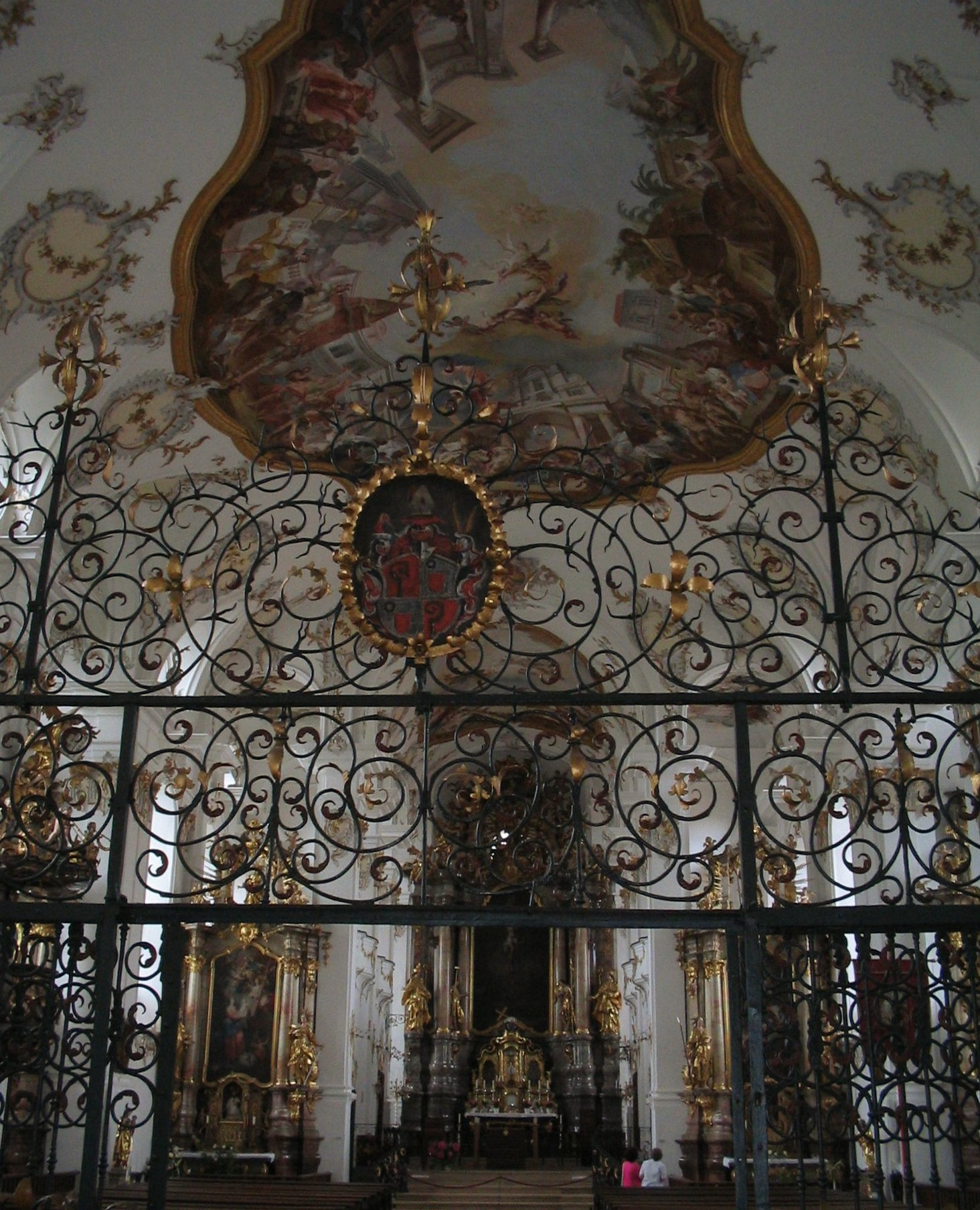
Chorraum
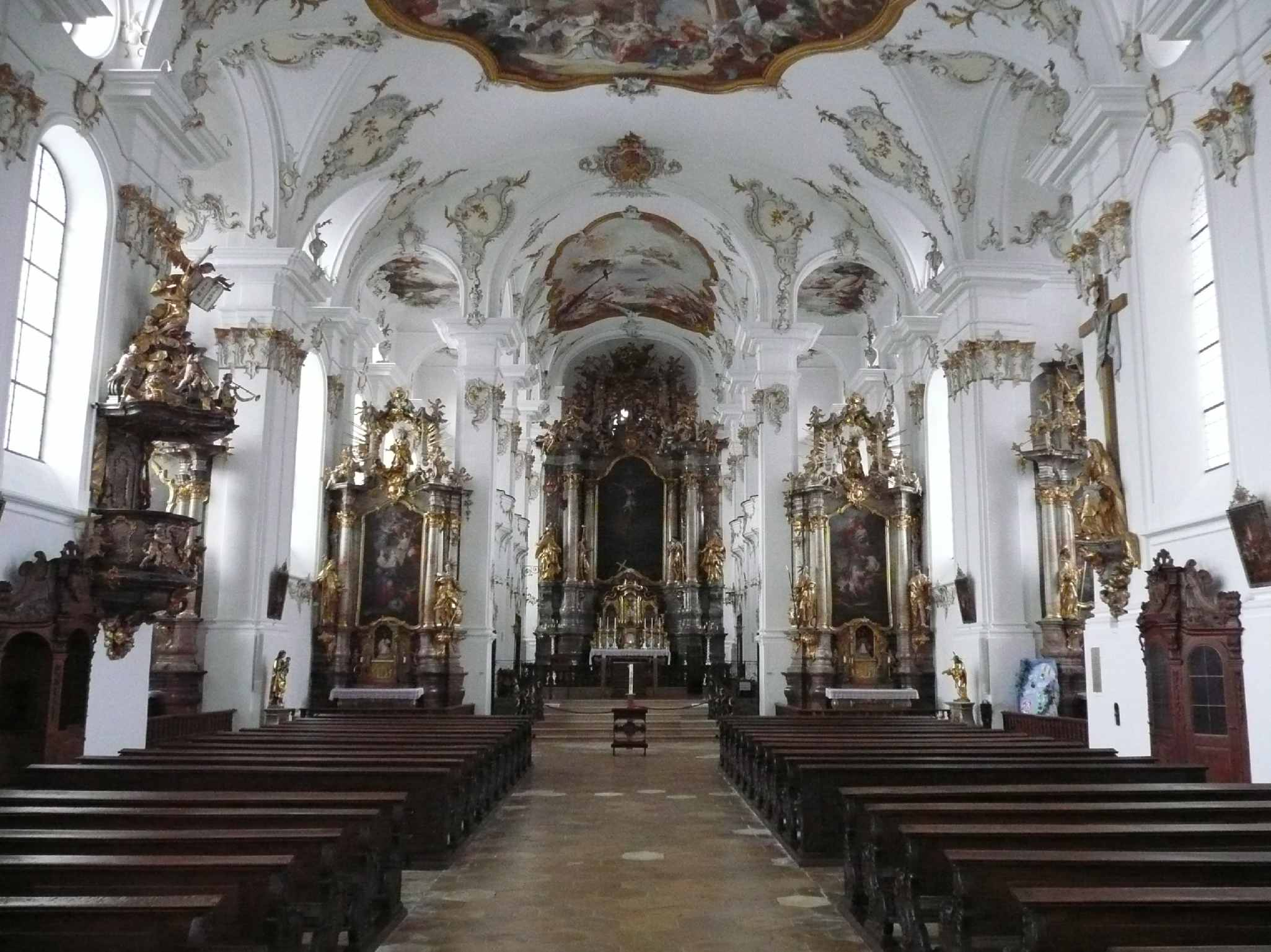
Kirchenschiff
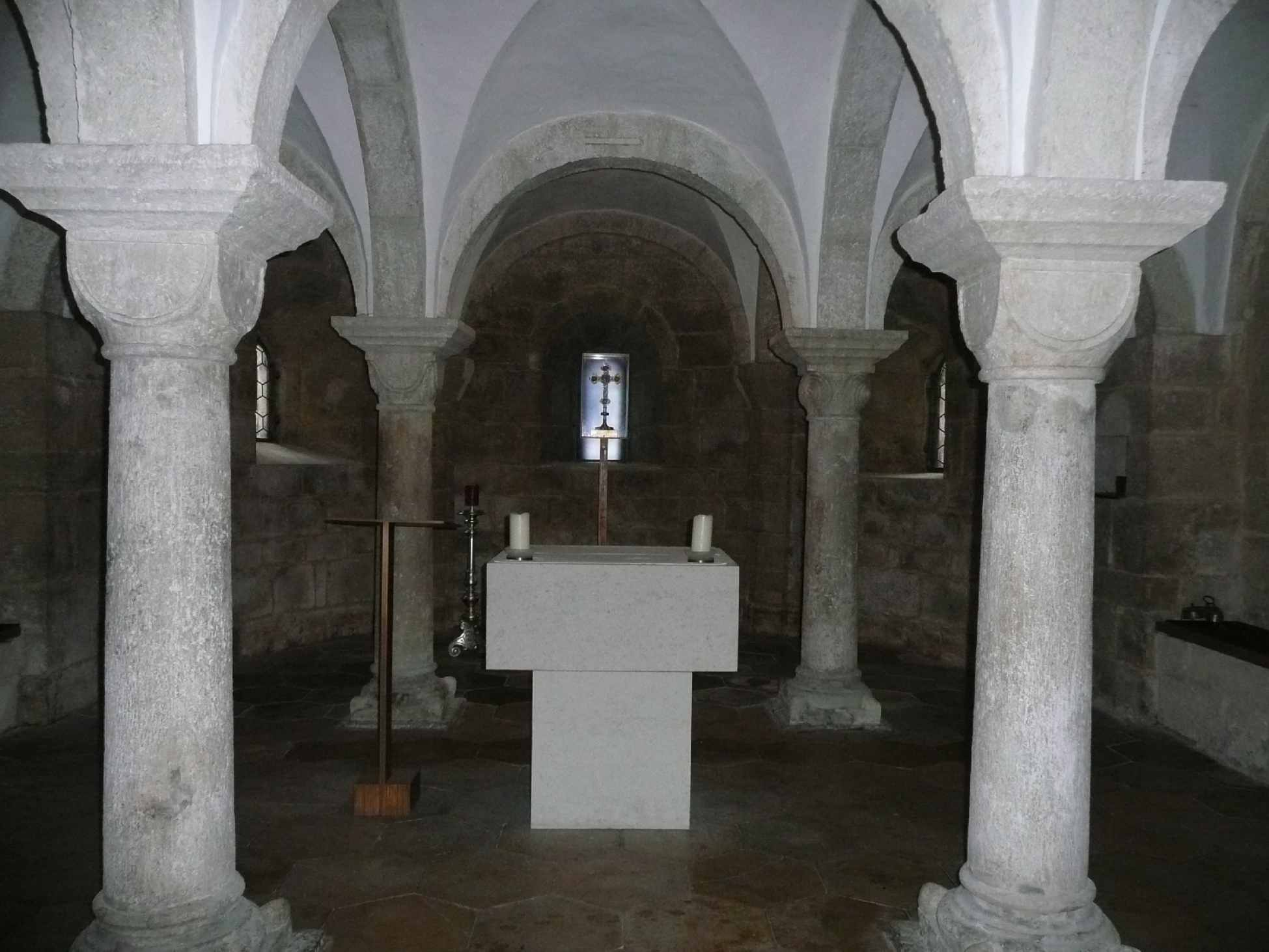
Krypta mit dem Heilig-Kreuz-Reliquiar
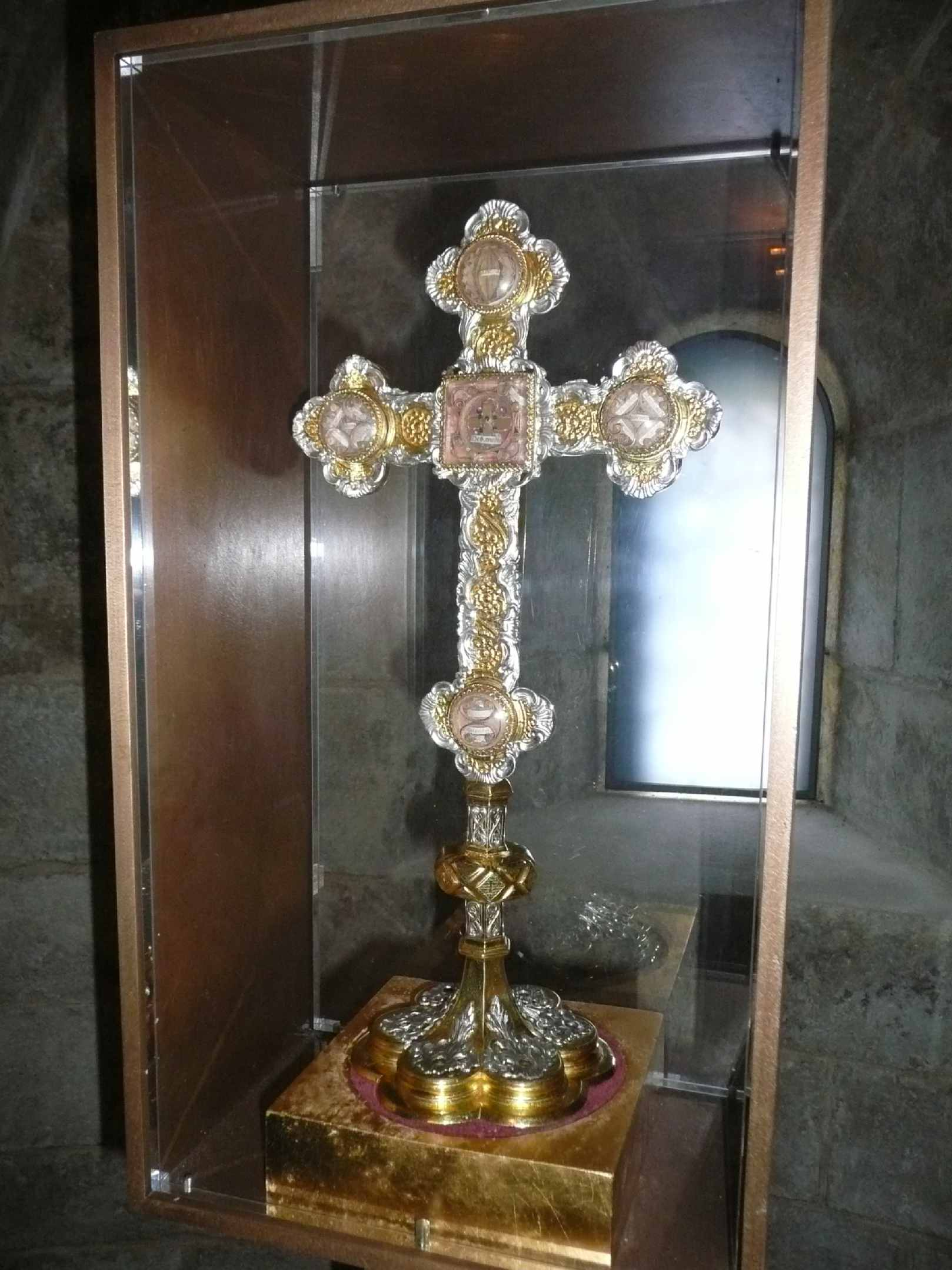
Heilig-Kreuz-Reliquiar in der Krypta
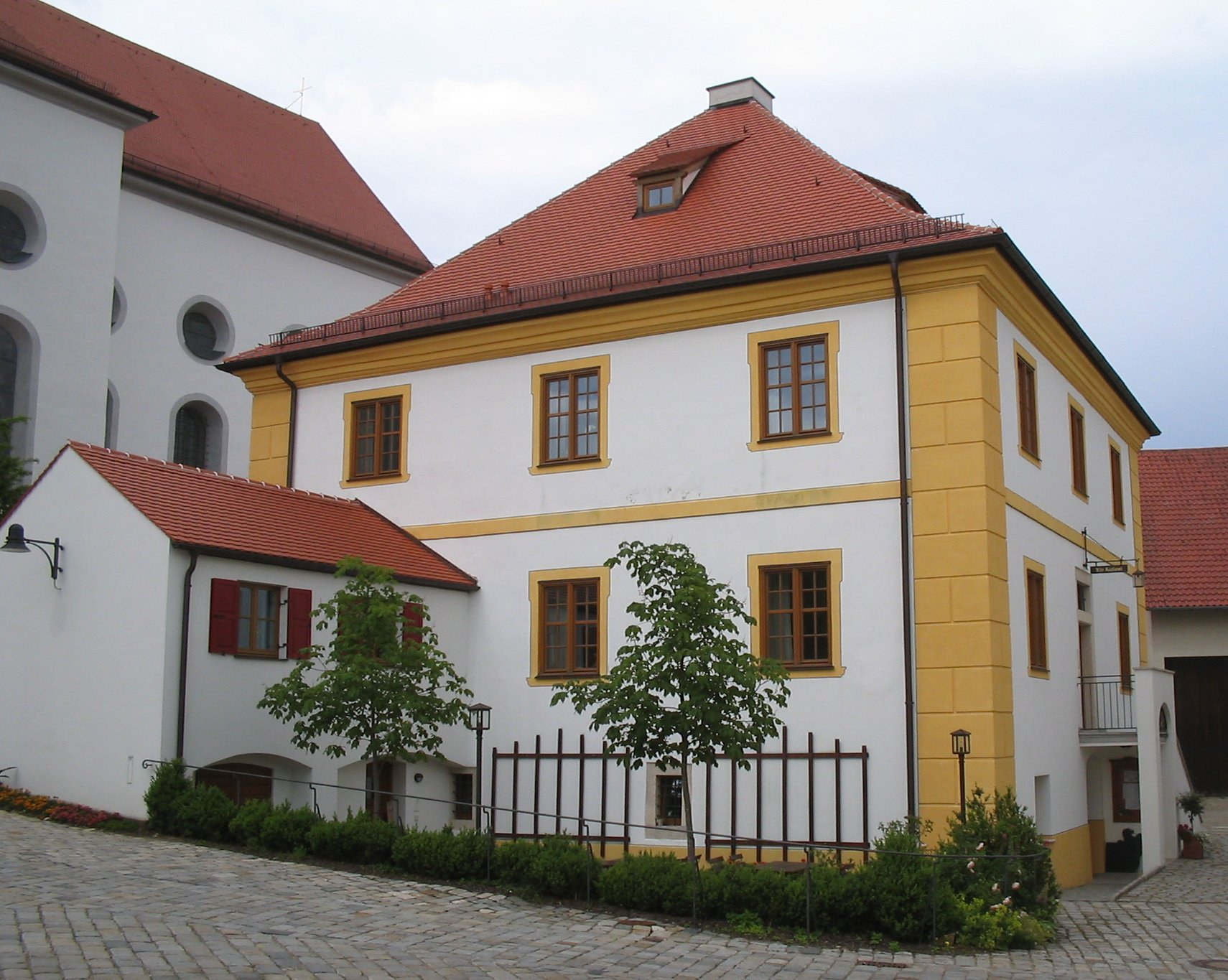
Kaplanei

## Belege
1. ↑  Die Pfarrei Bergen beim Bistum Eichstätt
2. ↑  Reinhard H. Seitz: Das Benediktinerinnenkloster Bergen und die Bergener Klosterkirche. In: Kloster Bergen bei Neuburg an der Donau und seine Fresken von Johann Wolfgang Baumgartner. Anton H. Konrad Verlag, Weißenhorn 1981, S. 35.
3. ↑  Wallfahrtskirche Heilig Kreuz in Bergen ist Münster – Bischof Hanke lässt den erloschenen Titel wieder aufleben. In: Bistum Eichstätt. 12. Februar 2020, abgerufen am 17. Februar 2020.

Koordinaten: 48° 47′ 3,1″ N, 11° 8′ 31,5″ O